# 블레이드 서버

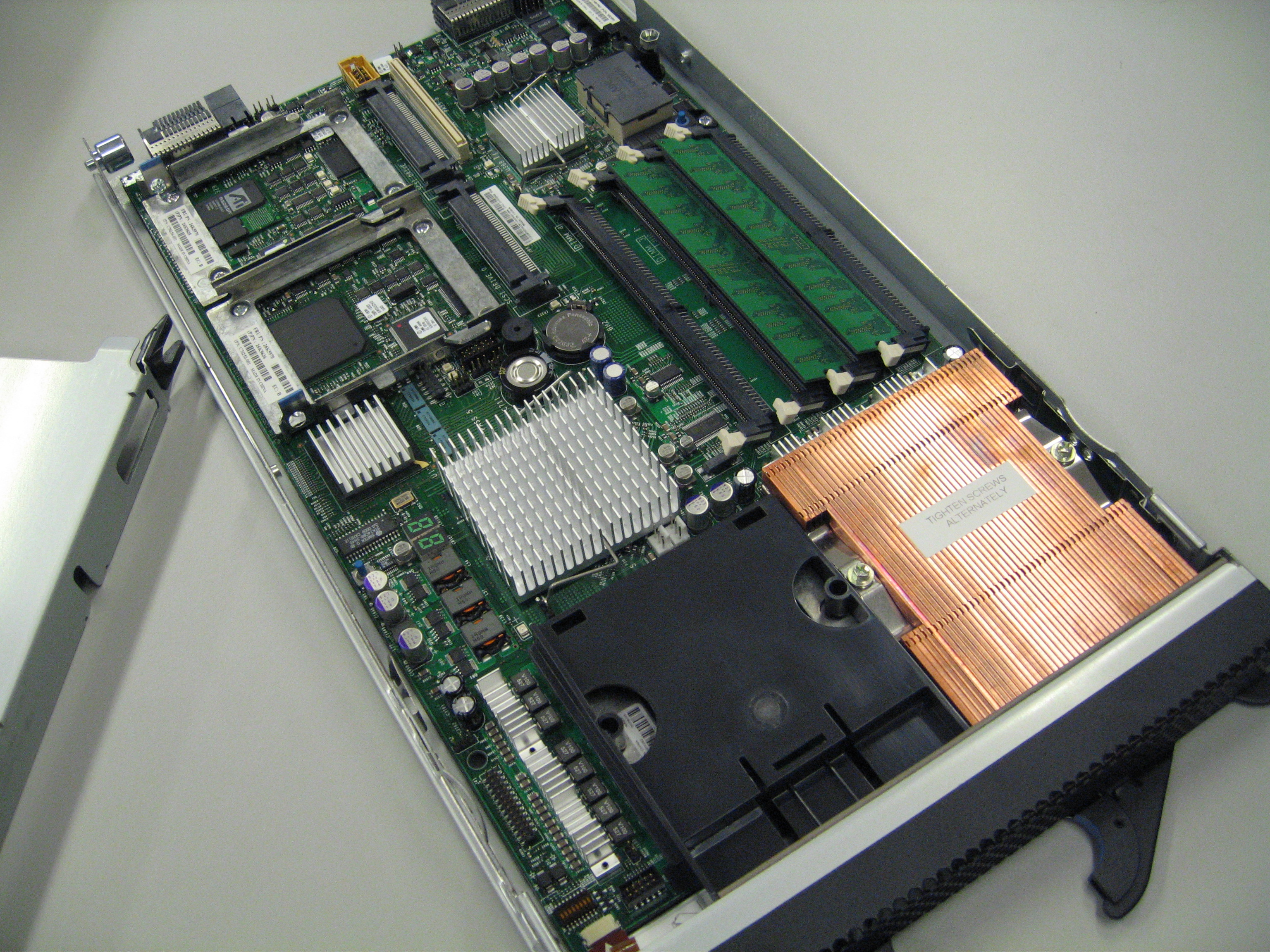
IBM HS20 블레이드 서버. 2.5" (6.4 cm) SCSI 하드 드라이브의 두 개의 베이가 그림 왼쪽 위에 나타나 있다.

블레이드 서버(blade server)는 물리 공간과 에너지 이용을 최소화하는 데 최적화된 모듈러 설계를 갖춘 서버이다. 고밀도 서버라고도 부른다.
서버 클러스터를 구성할 경우 다음의 임무를 주로 수행한다.
- 파일 공유
- 웹 페이지 및 캐시 서비스
- 웹 통신의 SSL 암호화
- 소형 화면을 위한 웹 페이지 콘텐츠 변환
- 오디오와 비디오 콘텐츠 스트리밍

## 개요
프로세서가 장착된 회로판, 기억장치, 그리고 선반에 장착된 네트워크 접속부로 구성된 아주 얇은 컴퓨터이다. 이것은 전통적인 박스 형태의 서버보다는 공간을 덜 차지한다. 보조 저장장치로는 각 블레이드 서버의 하드 드라이브 또는 외부의 대용량 저장 드라이브가 사용될 수 있다.

## 역사
개발자들은 카드들 위에 온전한 미니컴퓨터들을 배치한 다음 이들을 표준 19인치 랙에 포장하였는데, 이 일은 1970년대에 이루어졌으며, 머지 않아 8비트 마이크로프로세서가 도입되었다. 이 아키텍처는 미니컴퓨터 기반 제어 시스템의 대안으로서 산업용 프로세스 제어 산업에 사용되었다. 초기 모델들은 프로그램들을 EPROM에 저장했으며 소형 실시간 실행 기능이 있는 단일 기능에 제한을 받았다.

## 같이 보기
- 서버
- 멀티버스